# 旧班贝格
旧班贝格是德国莱茵兰-普法尔茨州的一个市镇。总面积7.53平方公里，总人口760人，其中男性372人，女性388人（2011年12月31日），人口密度101人/平方公里。